# Villa Río Hondo
Villa Río Hondo är en ort i Argentina.   Den ligger i provinsen Santiago del Estero, i den norra delen av landet, 1 000 km nordväst om huvudstaden Buenos Aires. Villa Río Hondo ligger 274 meter över havet och antalet invånare är 705.
Terrängen runt Villa Río Hondo är platt. Närmaste större samhälle är Termas de Río Hondo, 12,1 km nordost om Villa Río Hondo.
I omgivningarna runt Villa Río Hondo växer i huvudsak lövfällande lövskog. Runt Villa Río Hondo är det ganska glesbefolkat, med 27 invånare per kvadratkilometer.